# Neckarkanal Pleidelsheim
Der Neckarkanal Pleidelsheim ist ein Seitenkanal des mittleren Neckars zwischen dem Stauwehr Beihingen und dem Wasserkraftwerk Pleidelsheim. Er verläuft rechts vom Altneckar und ist fast fünf Kilometer lang.
Der Kanal wurde 1912 bis 1914 gebaut und diente ursprünglich nur der Stromerzeugung im Kraftwerk an seinem Ende. Der über vier Kilometer lange Kraftwerkskanal wurde mit einer Sohlenbreite von 22 Metern und einer Wasserspiegelbreite von 30 Metern angelegt. In der Mitte betrug die Wassertiefe drei Meter.
Seit dem Ausbau des Neckars zur Schifffahrtsstraße 1955 ist er deren Hauptfahrrinne, die erst in Pleidelsheim in einen kurzen Mittelarm abzweigt, der sich nach der Schleuse Pleidelsheim mit dem Altarm des Neckars vereinigt (hier an dieser Stelle Wehrarm genannt).

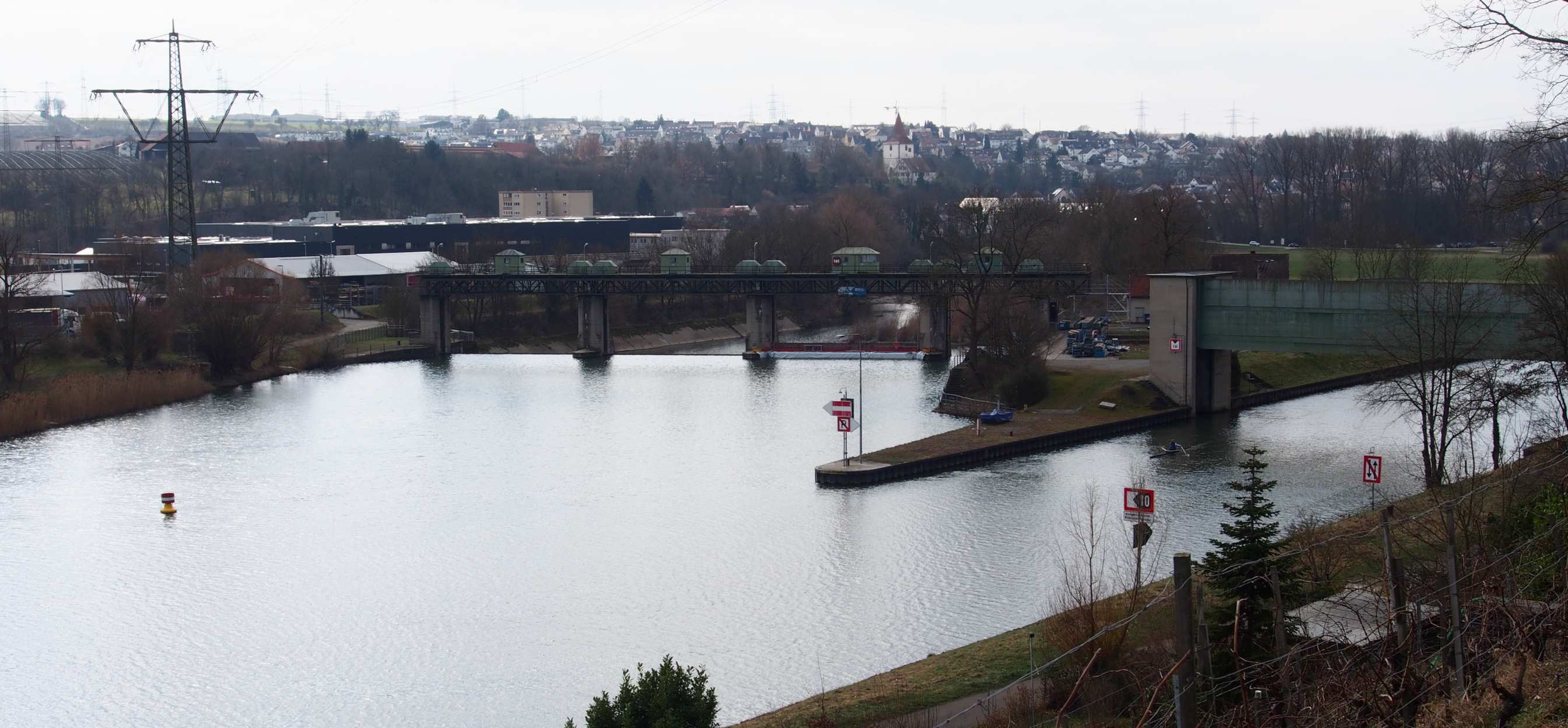
Der Anfang in Beihingen mit Wehr und Hochwassersperrtor
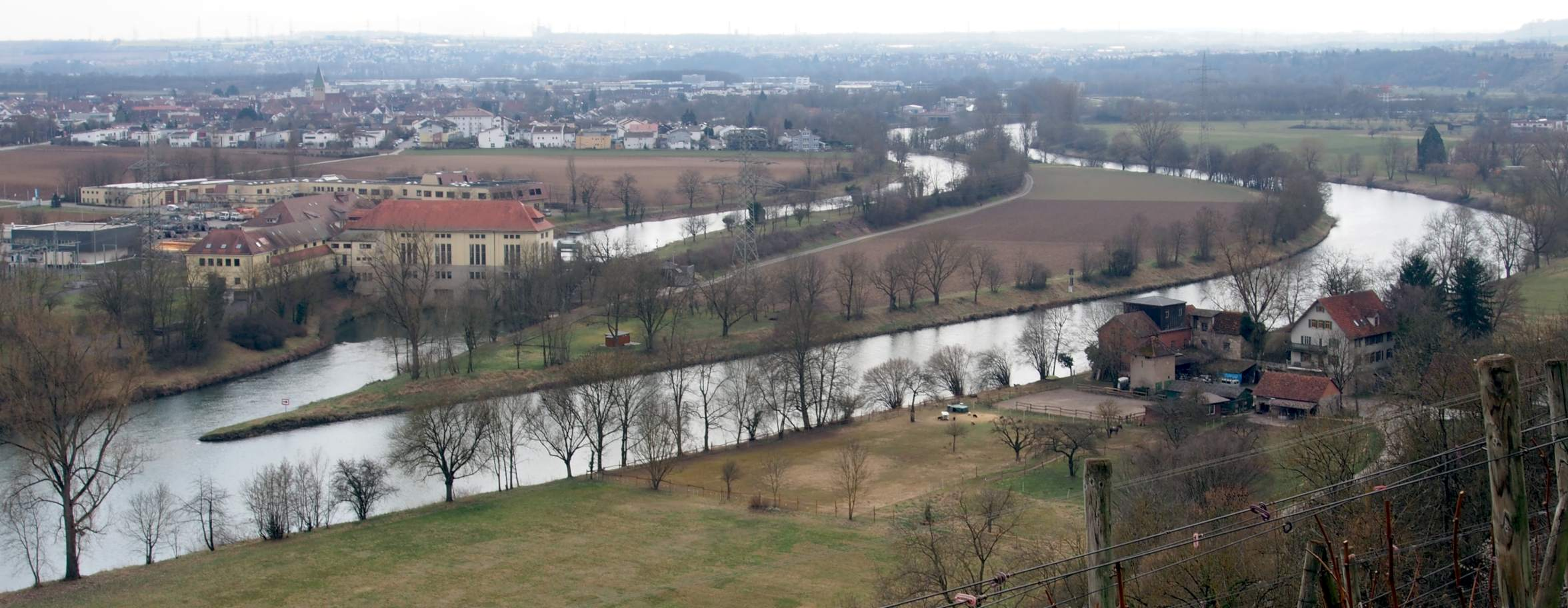
Das Ende in Pleidelsheim mit dem Wasserkraftwerk

## Auswirkungen des Kraftwerksbaus auf die Umwelt und andere Wirtschaftszweige
Kritiker des Kraftwerkbaus warnten schon vor Baubeginn vor einem Austrocknen des Neckarflussbetts und damit einhergehenden Krankheitsgefahren. Außerdem beklagten sie, dass den Anwohnern die Bademöglichkeit im Fluss genommen würde; allerdings wurde das Badeverbot im Kraftwerkskanal von den Jugendlichen in den nachfolgenden Jahrzehnten offenbar nicht sonderlich ernst genommen.
Der Fischbestand im Neckar ging allerdings durch die Einrichtung des Kraftwerks zurück und veränderte sich. Arten wie Bachforellen und Barben verschwanden. Auch der Bau der Fischtreppe, die sogar im Bedarfsfall elektrisch beleuchtet werden sollte, konnte daran nichts ändern. Der Pächter des Fischwassers Ernst Kroll erhielt bis zum Auslaufen seines Pachtvertrages eine Entschädigung. Das in einem Vertrag aus dem Jahr 1554 verbriefte Recht der Beihinger zur Küchenfischerei, das sich auch auf den Kraftwerkskanal erstreckte, löste die Wasser- und Schifffahrtsverwaltung erst 1960 ab.
Karl Nanz und Ernst Strohhäcker, die seit 1905 Kiesabbau in großem Stil am Neckar betrieben und dafür sogar eine Seilbahn zum Bahnhof Beihingen-Heutingsheim gebaut hatten, erhoben ebenso wie die an den Pachteinnahmen interessierte Gemeinde Großingersheim Einspruch gegen den Bau des Wasserkraftwerks. Daraufhin wurde der Bauträger verpflichtet, das Kleiningersheimer Wehr zu erhalten und für genügend Wasser im alten Neckarbett zu sorgen, dass die Kiesbaggerei per Schiff aufrechterhalten werden konnte. Alternativ durfte er auch für ein anderes geeignetes Transportmittel sorgen.

## Schäden durch Hochwasser

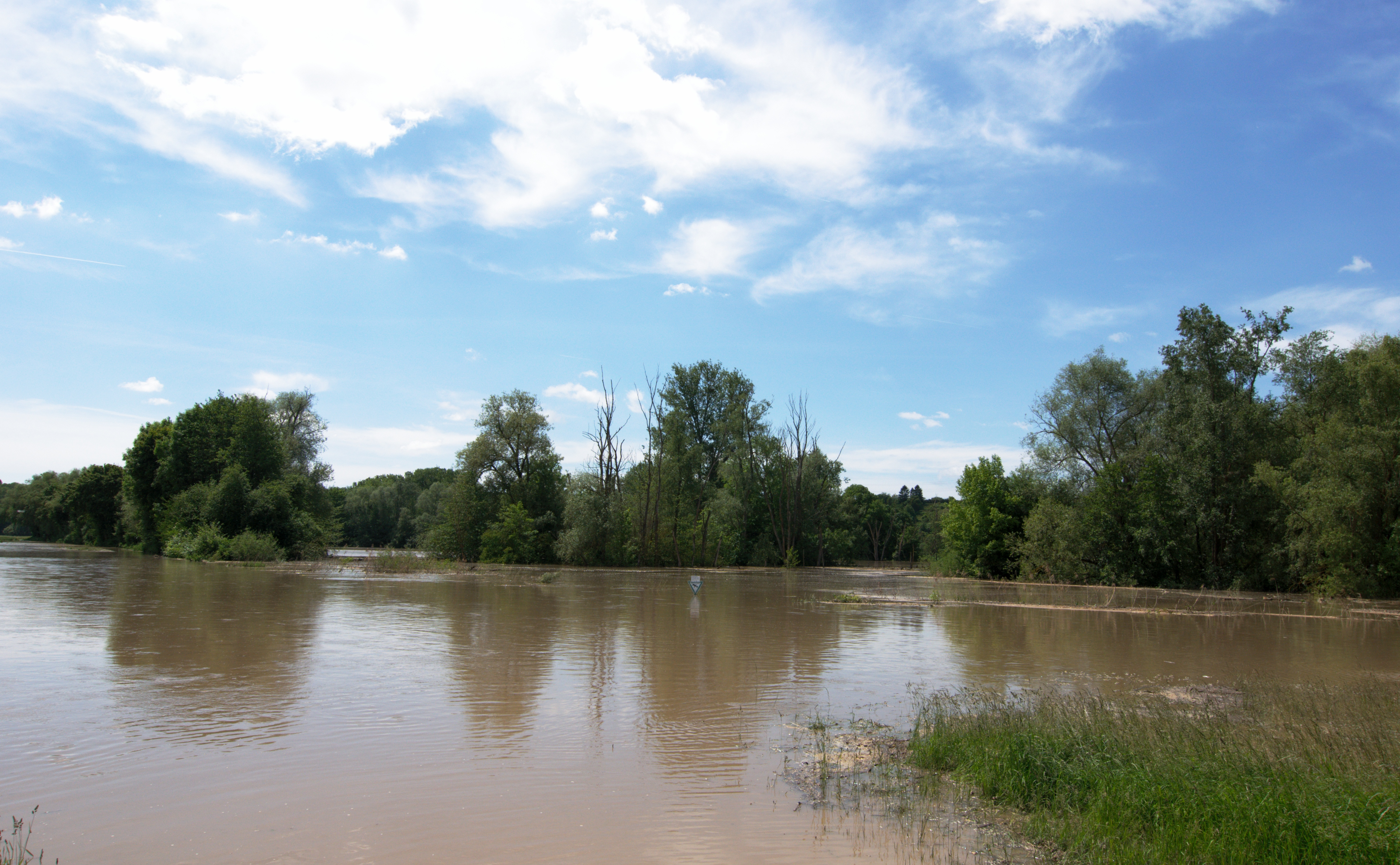
Das Hochwasser 2013 im Pleidelsheimer Wiesental

1824 hatte das höchste je verzeichnete Hochwasser am Neckar stattgefunden. Die Kraftwerksanlage Pleidelsheim wurde daher so ausgelegt, dass es ein Hochwasser dieser Stärke überstehen können sollte.
Das ursprüngliche Einlauf- und Überlaufbauwerk wurde beim Ausbau zur Schifffahrtsstraße in den 1950er Jahren entfernt und durch ein Hochwassersperrtor ersetzt, das bei großen Hochwassern den Kanaleinlauf komplett schließt. So geschah auch bei einem starken Hochwasser im Jahr 1978 kein Unglück.
Anders dagegen beim Juni-Hochwasser 2013: Damals war das Hochwassersperrtor, dessen Ketten erneuert werden mussten, ausgebaut. Ebenso war eines der vier Felder des Wehrs ausgebaut, weil in Revision. Das Wasser- und Schifffahrtsamt entschloss sich, als die Lage dramatisch wurde, dazu, im Schifffahrtskanal bei Beihingen einen Damm aufzuschütten. Fast 4000 Tonnen Steine wurden innerhalb von 24 Stunden in den Kanal gekippt, der dadurch zur Hälfte verschlossen wurde. Dadurch wurde ein Teil des Wassers in den Altneckar umgeleitet und die Fließgeschwindigkeit erhöhte sich entsprechend. Ein Strudelloch bildete sich, dem der Vorfuß der Spundwände auf einer Länge von 20 Metern zum Opfer fiel. Pleidelsheim wurde durch Wasser bedroht, das am Damm austrat.